# Камйон (Жирардовський повіт)
Камйон (пол. Kamion) — село в Польщі, у гміні Пуща-Марянська Жирардовського повіту Мазовецького воєводства.
Населення — 412 осіб (2011).
У 1975-1998 роках село належало до Скерневицького воєводства.

## Демографія
Демографічна структура станом на 31 березня 2011 року:
|          | Загалом | Допрацездатний вік | Працездатний вік | Постпрацездатний вік |
| -------- | ------- | ------------------ | ---------------- | -------------------- |
| Чоловіки | 193     | 26                 | 147              | 20                   |
| Жінки    | 219     | 33                 | 138              | 48                   |
| Разом    | 412     | 59                 | 285              | 68                   |